# مارك هيلتون
مارك هيلتون (بالإنجليزية: Mark Hilton)‏ (15 يناير 1960 في المملكة المتحدة - ) هو لاعب كرة قدم بريطاني في مركز الوسط. لعب مع أولدهام أثلتيك ونادي بوري وأشتون يونايتد ونادي ويتون ألبيون وMossley A.F.C. ‏.